# Camponotus trifasciatus
Camponotus trifasciatus är en myrart som beskrevs av Santschi 1926. Camponotus trifasciatus ingår i släktet hästmyror, och familjen myror. Inga underarter finns listade.